# Club Escacs Barberà
El Club Escacs Barberà és una entitat esportiva de Barberà del Vallès. Fundat l'any 1952 i des del final dels anys setanta organitza anualment l'Open Internacional d'Escacs de Barberà. El 2002 celebrà un Torneig Internacional d'Escacs per celebrar el seu 50è aniversari. Alguns dels seus jugadors assoliren el títol de Gran Mestre.
El 2015, el seu president Víctor Pont, rebé la insígnia d'or de la Federació Catalana d'Escacs.
Debutà a la divisió d'honor catalana l'any 2007. El 2008 competí a la màxima categoria del Campionat d'Espanya. Posteriorment baixà de categoria i l'any 2010 ascendí de nou a la divisió d'honor catalana, amb el fitxatge de Lázaro Bruzón, campió absolut de Cuba aquell mateix any. El 2010 fou campió de Catalunya de partides ràpides. i el 2011 fou campió de la Copa Catalana. El setembre de 2011 organitzà (conjuntament amb la Societat Coral Colon de Sabadell) el Campionat d'Espanya de primera divisió on el Foment Martinenc fou el campió i el Barberà ocupà les places de descens. El 2013 foren subcampions del Campionat d'Espanya de primera divisió i de nou aconseguiren l'ascens a la màxima categoria amb l'equip format per Jonathan Alonso, Marc Narciso, Thomas Willemze i Julian Geske.
El 2019 el club fou subcampió de Divisió d'Honor de la LLiga Catalana d'Escacs, i posteriorment fou quart al Campionat d'Espanya per Equips de primera divisió disputat a Linares, amb un equip en què hi jugaven els GM Daniel Alsina i Axel Delorme.